# ویسدام ایمی
ویسدام ایمی (انگلیسی: Wisdom Amey؛ زادهٔ ۱۱ اوت ۲۰۰۵) بازیکن فوتبال اهل ایتالیا است.